# مملكة هولندا
مملكة الأراضي المنخفضة (بالهولندية: Koninkrijk der Nederlanden) والتي تعرف باسم هولندا هي دولة ذات سيادة وملكية دستورية وتتكون المملكة من أربع دول تأسيسية وهي: هولندا (تشمل الجزر الكاريبية الهولندية) وأروبا وسينت مارتن وكوراساو، وتشارك في المملكة على أساس من المساواة.

## التاريخ
مملكة هولندا نشأت في أعقاب هزيمة نابليون في 1813. في تلك السنة، استعادت هولندا استقلالها عن فرنسا، التي كانت قد ضمت جارتها الشمالية في عام 1810، كما السيادية إمارة هولندا المتحدة. وكانت القوى العظمى في أوروبا والولايات ضد فرنسا النابليونية، قررت في بروتوكول لندن السري لإقامة دولة واحدة في الأراضي التي كانت في السابق الجمهورية الهولندية / بتفين / المملكة هولندا والنمسا وهولندا الأمير-أسقفية لييج، منح الحكم على هذا يليام، أمير أورانج ناسو وعلى الرغم من أن المناطق الجنوبية ظلت تحت الحكم البروسي حتى عودة نابليون من إلبا.
في مارس 1815، في خضم الاضطرابات بعد المائة يوم، اعتمد الأمير سلطان اسلوب «ملك هولندا». في أعقاب هزيمة نابليون الثانية في معركة واترلو، زودت مؤتمر فيينا الاعتراف الدولي من التحرك وليام من جانب واحد. وجاء هذا الملك الجديد لهولندا أيضا دوق لوكسمبورغ، وهي جزء من المملكة التي كانت، في الوقت نفسه، دولة عضو في الاتحاد الألماني.
في عام 1830، انفصلت بلجيكا من المملكة، وهي خطوة لم يعترف به من قبل هولندا فقط في 1839. وعند هذه النقطة، أصبح لوكسمبورغ بلد مستقل تماما في اتحاد شخصي مع هولندا. خسر لوكسمبورغ أيضا أكثر من نصف أراضيها إلى بلجيكا. لتعويض الاتحاد الألماني لتلك الخسارة، والباقي من محافظة الهولندية ليمبورغ تلقت نفس الحالة التي لوكسمبورغ كانت تتمتع من قبل، كمقاطعة الهولندية أنه في الوقت نفسه شكلت دوقية الاتحاد الألماني. وقد انعكس هذا الوضع عندما توقفت الاتحاد الألماني ليكون في عام 1867؛ وعند هذه النقطة، عادت ليمبورغ إلى وضعها السابق كمقاطعة الهولندية العادية.
كان أصل الإصلاح الإداري لعام 1954 وستمنستر عام 1931 قانون وميثاق الأطلسي 1941 (تنص على حق جميع الشعوب في اختيار شكل الحكومة التي بموجبها سوف يعيش، والرغبة في نظام دائم للأمن العام)، التي وقعها كل من هولندا في 1 يناير 1942. التغييرات المقترحة في ديسمبر 1942 خطاب 7 الإذاعة من قبل الملكة ويلهلمينا. في هذا الخطاب، الملكة، نيابة عن الحكومة الهولندية في المنفى في لندن، أعرب عن رغبته في إعادة النظر في العلاقات بين هولندا ومستعمراتها بعد انتهاء الحرب. بعد التحرير، أن الحكومة الدعوة لعقد مؤتمر للاتفاق على تسوية في الأراضي التي في الخارج من المشاركة في إدارة المملكة على أساس من المساواة. في البداية، كان هذا الخطاب أغراض دعائية. كانت الحكومة الهولندية جزر الهند الشرقية الهولندية (الآن إندونيسيا) في الاعتبار، وتأمل في تهدئة الرأي العام في الولايات المتحدة، التي أصبحت متشككا تجاه الاستعمار.
بعد أن أصبحت إندونيسيا مستقلة، كان يعتبر البناء الاتحادي ثقيلة للغاية، حيث كانت اقتصادات سورينام وجزر الأنتيل الهولندية ضئيلة مقارنة بما كان عليه في هولندا. في ميثاق مملكة هولندا، والذي صدر في عام 1954، وسورينام، وجزر الأنتيل الهولندية حصلت على كل وزير مفوض مقرها في هولندا، الذين لديهم الحق في المشاركة في اجتماعات مجلس الوزراء الهولندية عندما ناقش الأمور التي تطبق على المملكة، ككل، عندما وتتعلق هذه الأمور مباشرة إلى سورينام و/ أو جزر الأنتيل الهولندية. يمكن أن مندوبي سورينام وجزر الأنتيل الهولندية المشاركة في دورات الغرفة الأولى والثانية من الولايات العامة. ويمكن إضافة عضو في الخارج لمجلس الدولة عند الاقتضاء. وفقا لميثاق الأمم المتحدة، وسمح سورينام وجزر الأنتيل الهولندية أيضا أن يغير من الصورة «القانون الأساسي» (Staatsregeling). حق البلدين مستقلة لمغادرة المملكة، من جانب واحد، لم يكن معترف بها. ومع ذلك منصوص عليه أيضا أن الميثاق يمكن حلها عن طريق التشاور المتبادل.
قبل أن يعلن ميثاق مملكة هولندا في عام 1954، كانت سورينام، هولندا غينيا الجديدة، وجزر الأنتيل الهولندية سابقا «مستعمرة كوراساو والمرؤوسين» (Kolonie كوراساو أون Onderhorige Eilanden) مستعمرات هولندا.
كان سورينام بلد التأسيسية داخل المملكة 1954-1975، في حين كانت جزر الأنتيل الهولندية بلد التأسيسية من 1954 حتى 2010. وأصبح سورينام منذ جمهورية مستقلة، وحلت جزر الأنتيل الهولندية إلى البلدان التأسيسية: أروبا (منذ عام 1986)، كوراساو وسانت مارتن (منذ عام 2010)، والبلديات خاصة في هولندا المناسبة، بونير، سينت أوستاتيوس وسابا. كانت هولندا غينيا الجديدة إقليم تابع للمملكة حتى عام 1962، ولكن لم تكن دولة مستقلة، وكان لم يرد ذكرها في الميثاق.
في عام 1955، زارت الملكة جوليانا والأمير برنارد سورينام وجزر الأنتيل الهولندية. وحققت الزيارة نجاحا كبيرا. وتم استقبال الزوجين الملكيين بحماس من قبل السكان المحليين، وعلى نطاق واسع الرحلة في الصحف الهولندية. وكانت العديد من الزيارات الملكية الأخرى على أن تحذو حذوهم.
في عام 1969، أدى إضراب غير المنظم في جزيرة كوراساو في جزر الأنتيل اضطرابات خطيرة والنهب، تم خلالها تدمير جزء من وسط المدينة التاريخي من كوراكاو النار. تم استعادة النظام من قبل مشاة البحرية الهولندية. في العام نفسه، رأى سورينام عدم الاستقرار السياسي الخطير مع رئيس الوزراء سورينام، Jopie Pengel، مما يهدد لطلب الدعم العسكري لكسر إضراب المعلمين.
في عام 1973، تولت الحكومة الهولندية الجديدة تحت زعيم حزب العمل يوب دن UYL السلطة. في بيان سياسة الحكومة، أعلنت الحكومة عن رغبتها في تحديد موعد للاستقلال سورينام وجزر الأنتيل الهولندية مع الحكومة من تلك الدول. وكانت الحكومة الأنتيل غير الإحالة؛ ونفس الأمر لمجلس الوزراء سورينامي سيدنى (1969-1973). جلبت انتخابات سورينام عام 1973 الجمع بين الحزب الوطني (الوطني الطرف Kombinatie) إلى السلطة، مع Henck آرون منصب رئيس وزرائها. أعلنت الحكومة الجديدة على instatement بأن سورينام ستكون مستقلة قبل عام 1976. وكان هذا ملحوظا، والاستقلال لم تكن قضية خلال الحملة الانتخابية. اضطرت الحكومة دن UYL في لاهاي الآن شريكا في باراماريبو إلى تحقيق خططها من أجل الاستقلال سورينامي. على الرغم من المقاومة الشديدة والعاطفية من قبل المعارضة سورينام، وصلت دن UYL وآرون إلى اتفاق، ويوم 25 نوفمبر عام 1975، أصبحت سورينام مستقل.
في يناير 1986، انفصلت أروبا من جزر الأنتيل الهولندية، ليصبح بلد التأسيسية للمملكة في حد ذاتها. في أكتوبر 2010، تم حل جزر الأنتيل الهولندية، وترك كوراساو وسانت مارتن لتصبح أحدث دولة المكونة للمملكة هولندا.
المملكة تحتفل بالذكرى المئوية الثانية في سلسلة من المناسبات الاحتفالية التي تمتد 2013-2015، كان آخرها عام الذكرى 200 الفعلية للمملكة.

## الدول

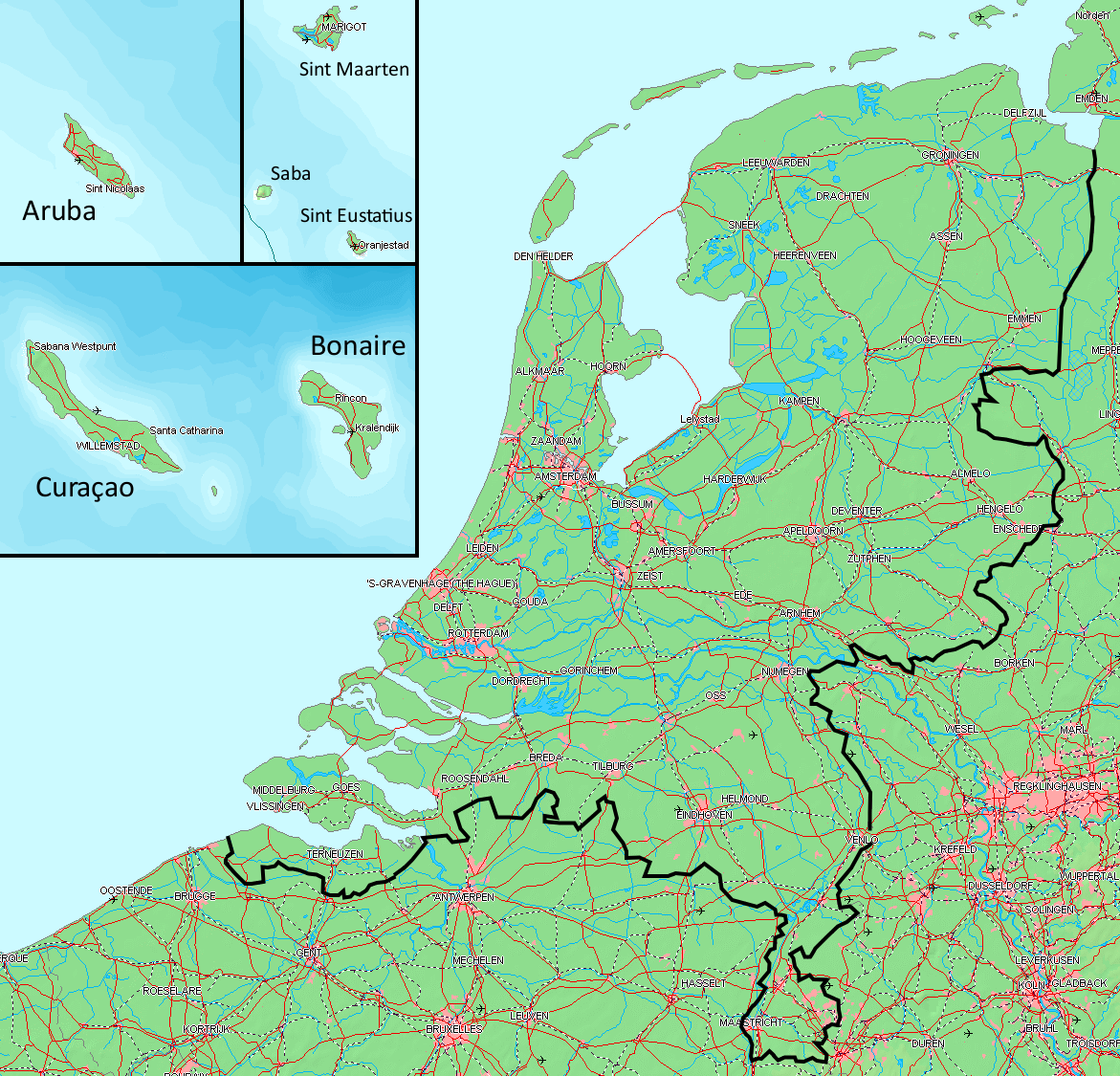
خريطة المملكة، كل جزء مرسوم بنفس مقياس الرسم

### هولندا
هولندا (بالهولندية: Nederland ‏ ˈne:dərˌlɑnt) هي دولة تأسيسية تشكل الجزء الأوروبي من مملكة الأراضي المنخفضة (بالهولندية: Koninkrijk der Nederlanden) التي تتكون رسمياً من جزء أوروبي يضم اثنتي عشر مقاطعة وتقع شمال غرب أوروبا، وجزء كاريبي يتكون من ثلاث جزر في البحر الكاريبي بأميركا اللاتينية. ويحد الجزء الأوروبي بحر الشمال من ناحيتي الشمال والغرب، وبلجيكا من الجنوب، وألمانيا من الشرق، ويشترك في حدوده البحرية مع كل من بلجيكا وألمانيا والمملكة المتحدة. نظام الحكم في هولندا ديمقراطي برلماني، وعاصمتها الرسمية هي أمستردام في حين يقع مقر الملك والحكومة في لاهاي.

#### بونير، سينت أوستاتيوس، سابا

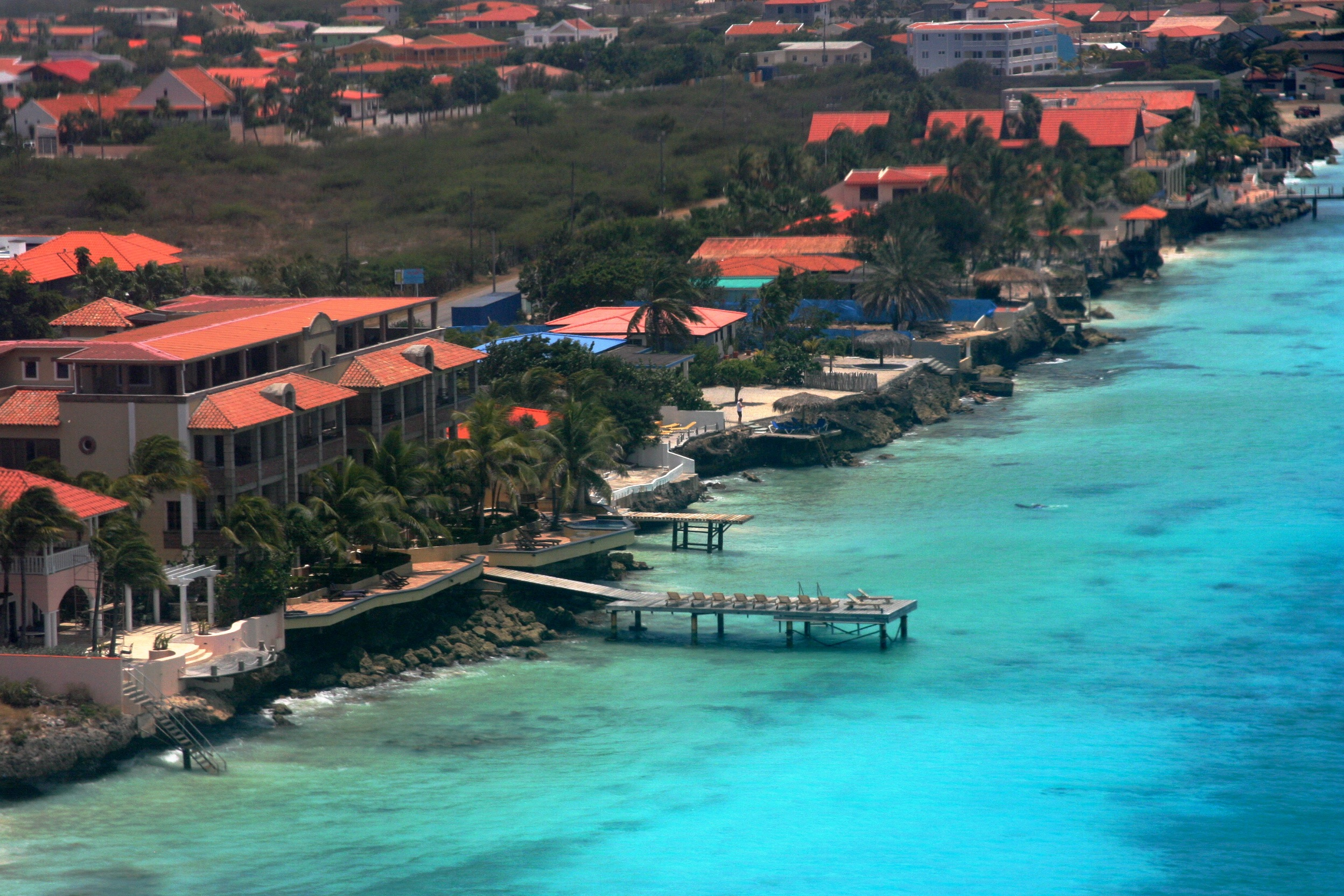
نظرة عامة لساحل بونير

تشكل الجزر الكاريبية الهولندية جزءاً من مجموعة جزر الأنتيل الصغرى، ويقع ضمن هذه المجموعة الجزر التالية:
- بونير: هي جزء من الجزر المسماة بجزر أي بي سي ضمن سلسلة جزر أنتيل ليوارد قبالة الساحل الفنزويلي. وجزر أنتيل ليوارد لها أصل بركاني ومرجاني مختلط.
- سابا
- سينت أوستاتيوس:

وكلاهما جزء من الجزر المعروفة باسم جزر أس أس أس، وتقع إلى الشرق من بورتوريكو والجزر العذراء، ورغم أنها تعتبر في اللغة الإنجليزية جزءاً من جغرافيا جزر أنتيل ليوارد إلا أنها في الفرنسية والإسبانية والهولندية والإنجليزية المنطوقة محلياً تعتبر جزءاً من جزر أنتيل ويندوارد. وهذه الأخيرة جزر أصلها بركاني وتلي، وبها جزء قليل من الأراضي الصالحة للزراعة. وأعلى نقطة فيها هي جبل سينيري البالغ ارتفاعه 887 متر (2,910قدم) (ويشكل أيضاً أعلى نقطة في مملكة الأراضي المنخفضة ككل).

### أروبا
أروبا جزيرة تقع جنوب البحر الكاريبي، وتشكل مجموعة مع جزر بونير وكوراساو والتي يشار إليها. وهي منطقة ذات حكم ذاتي داخل مملكة هولندا حيث أنها لاتمتلك تقسيمات فرعية إدارية.على عكس الكثير من مناطق البحر الكاريبي، فإن أروبا يسودها مناخ جاف وقاحل، ومليئة بالمناظر الطبيعية التي يصنعها الصبار. وقد ساعد هذا المناخ على السياحة حيث أن زوار الجزيرة يمكن أن يحظوا بالدفء، والطقس المشمس. وتقع هذه المنطقة خارج حزام الأعاصير.

### كوراساو
كوراساو جزيرة في جنوب البحر الكاريبي مقابل فنزويلا وتتبع لمملكة هولندا. هذه الجزيرة هي الأكبر والأكثر سكاناً من ضمن ثلاث جزر تدعى جزر ABC (تشير إلى جزر كوراساو، أروبا، وبوناير) الواقعة في مجموعة جزر الأنتيل الصغرى. تدعى هذه الجزر بـ «الأنتيل الهولندي» وهي وحدة مستقلة إدارياً تحت التاج الهولندي. عاصمة كوراساو هي مدينة فيليمستاد.

### سينت مارتن
سينت مارتن دولة تنضوي تحت لواء المملكة الهولندية، وتشمل النصف الجنوبي من الجزيرة الكاريبية سانت مارتن، في حين أن الجزء الشمالي ينطوي تحت العلم الفرنسي باسم سانت مارتن. عاصمتها فيليبسبورغ. كانت تعرف قبل 10 أكتوبر 2010 باسم جزيرة أرض سينت مارتن (بالألمانية: Eilandgebied Sint Maarten) وهي جزء من خمس جزر تنضوي تحت جزر الأنتيل الهولندية

## مؤسسات

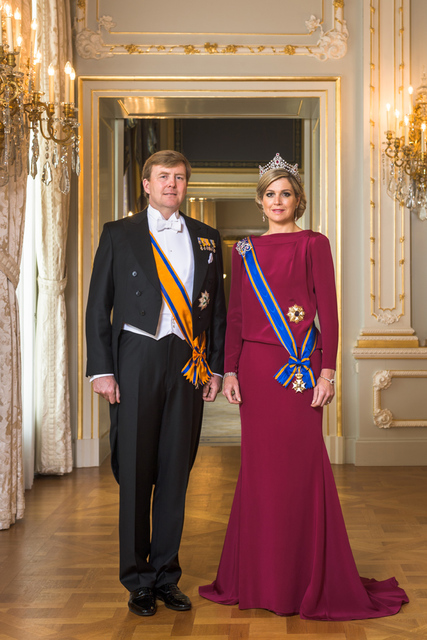
الصورة الرسمية للملك فيليم ألكسندر والملكة ماكسيما (أبريل 2013)

### ميثاق الأمم المتحدة والدساتير
دساتير هولندا، أروبا، كوراساو، وسانت مارتن تنظيم الحكم في بلدانهم، بل هي تابعة لميثاق مملكة هولندا. كما يشكل الدستور هولندا وينظم مؤسسات المملكة المذكورة في الميثاق. الأحكام الواردة في الميثاق لهذه المؤسسات إضافية وقابلة للتطبيق فقط على شؤون المملكة كما هو موضح في ميثاق الأمم المتحدة، عندما تؤثر أروبا، كوراساو، أو سانت مارتن مباشرة. في الحالات التي يكون فيها شؤون المملكة لا تؤثر أروبا، كوراساو، أو سانت مارتن، يتم التعامل معها وفقا للأحكام المنصوص عليها في الدستور الهولندي. في هذه الحالات هولندا تعمل وحدها، وفقا لدستورها وبصفتها مملكة هولندا. الدول الثلاث الأخرى لا تستطيع أن تفعل الشيء نفسه بالنسبة شؤون المملكة التي تتعلق فقط لهم وعدم هولندا السليم. في هذه الحالات، تسود أحكام الميثاق.
لا يمكن إجراء تغييرات في ميثاق مملكة هولندا عندما تتفق جميع البلدان التأسيسية.

### الحكومة
الملك ويليم الكسندر من هولندا، وملك يسود مملكة هولندا. في الوقت الذي التقطت فيه هذه الصورة كان لا يزال أمير أورانج. الوزراء تعين تشكيل حكومة المملكة. وفقا للمادة 7 من ميثاق الأمم المتحدة، ومجلس وزراء مملكة هولندا يتكون من مجلس وزراء هولندا تستكمل من جانب واحد وزير مفوض من أروبا، واحدة الوزير المفوض كوراساو، واحد وزير مفوض من سانت مارتن. وكان رئيس الوزراء الهولندي يرأس مجلس وزراء المملكة.
في ديسمبر 2007، وقد تم تأسيسها نائب مجلس العلاقات المملكة. وهذا نائب مجلس يستعد اجتماعات مجلس وزراء المملكة. منذ فترة طويلة ودعا إلى إنشاء مثل هذا المجلس من قبل مجلس الدولة في المملكة.
الحكومة ومجلس الوزراء للمملكة، جنبا إلى جنب مع النظام الملكي نفسه، تخضع لأحكام المادة 5 من الميثاق الذي يشير تنظيمها أساسا للدستور لمملكة هولندا بقدر ميثاق مملكة هولندا لا ينص على ذلك. مجلس وزراء المملكة غير أنه مؤسسة مستقلة عن مجلس وزراء هولندا.
تتوفر اثنين من الصكوك القانونية على مستوى المملكة: الفعل المملكة (الهولندية: Rijkswet) ووسام في المجلس للمملكة (الهولندية: ALGEMENE maatregel فان Rijksbestuur). مثال على المملكة فعل هو «قانون المملكة فيما يتعلق الجنسية الهولندية» (الهولندية: Rijkswet) المرجع هيت
الملك في هولندا هو رئيس الدولة للمملكة. يتم تمثيل الملك في أروبا، كوراساو، وسانت مارتن التي كتبها حاكم.

### السلطة التشريعية
السلطة التشريعية في المملكة ويتألف من الولايات العامة من هولندا والحكومة. المواد 14 و16 و17 من الميثاق تعطي بعض المشاركة في برلمانات أروبا، كوراساو، وسانت مارتن.

### مجلس الدولة
وتنص المادة 13 من الميثاق على أن هناك مجلس الدولة في المملكة. هو (كما كل المؤسسات في المملكة) ينظم في الدستور، ولكن يوحي ميثاق أنه بناء على طلب من أروبا، كوراساو، أو سانت مارتن، وهو عضو من كل من هذه الجزر يمكن تضمينها في مجلس الدولة. أروبا تمارس حاليا هذا الحق لم يكن هذا هو الحال دائما؛ وقد حققت هولندا جزر الأنتيل أي عضو حتى عام 1987، وكان أروبا أي حتى عام 2000. وأول عضو في مجلس الدولة سانت مارتن سيكون الحاكم السابق دنيس ريتشاردسون.
| تاريخ البلدان المنخفضة                                        | تاريخ البلدان المنخفضة                                                   | تاريخ البلدان المنخفضة                                        | تاريخ البلدان المنخفضة                                          | تاريخ البلدان المنخفضة                                                                        | تاريخ البلدان المنخفضة                                                                        | تاريخ البلدان المنخفضة                                                                        | تاريخ البلدان المنخفضة                                                                        | تاريخ البلدان المنخفضة                                                                        |
| ------------------------------------------------------------- | ------------------------------------------------------------------------ | ------------------------------------------------------------- | --------------------------------------------------------------- | --------------------------------------------------------------------------------------------- | --------------------------------------------------------------------------------------------- | --------------------------------------------------------------------------------------------- | --------------------------------------------------------------------------------------------- | --------------------------------------------------------------------------------------------- |
| فريسي                                                         |                                                                          |                                                               | بيلجي                                                           | بيلجي                                                                                         |                                                                                               |                                                                                               |                                                                                               |                                                                                               |
|                                                               | كنانيفيتاس                                                               | شامافي،توبانتي                                                | شامافي،توبانتي                                                  | بلجيكا الغالية (55 ق.م – حوالي 5م) جرمانيا الصغرى (83 – حوالي القرن 5)                        | بلجيكا الغالية (55 ق.م – حوالي 5م) جرمانيا الصغرى (83 – حوالي القرن 5)                        | بلجيكا الغالية (55 ق.م – حوالي 5م) جرمانيا الصغرى (83 – حوالي القرن 5)                        |                                                                                               |                                                                                               |
|                                                               | كنانيفيتاس                                                               | الفرنجة الساليون                                              |                                                                 | باتافي                                                                                        | باتافي                                                                                        |                                                                                               |                                                                                               |                                                                                               |
| غير مأهولة (حوالي القرنين 4- 5)                               | غير مأهولة (حوالي القرنين 4- 5)                                          | ساكسون                                                        | الفرنجة الساليون (حوالي القرنين 4- 5)                           | الفرنجة الساليون (حوالي القرنين 4- 5)                                                         | الفرنجة الساليون (حوالي القرنين 4- 5)                                                         |                                                                                               |                                                                                               |                                                                                               |
| المملكة الفريزية (حوالي القرن 6–734)                          | المملكة الفريزية (حوالي القرن 6–734)                                     |                                                               | إمبراطورية الفرنجة (481–843)—الإمبراطورية الكارولنجية (800–843) | إمبراطورية الفرنجة (481–843)—الإمبراطورية الكارولنجية (800–843)                               | إمبراطورية الفرنجة (481–843)—الإمبراطورية الكارولنجية (800–843)                               | إمبراطورية الفرنجة (481–843)—الإمبراطورية الكارولنجية (800–843)                               | إمبراطورية الفرنجة (481–843)—الإمبراطورية الكارولنجية (800–843)                               |                                                                                               |
| المملكة الفريزية (حوالي القرن 6–734)                          | المملكة الفريزية (حوالي القرن 6–734)                                     | أوستراسيا (511–687)                                           |                                                                 |                                                                                               |                                                                                               |                                                                                               |                                                                                               |                                                                                               |
|                                                               |                                                                          |                                                               |                                                                 |                                                                                               |                                                                                               |                                                                                               |                                                                                               |                                                                                               |
|                                                               |                                                                          |                                                               |                                                                 |                                                                                               |                                                                                               |                                                                                               |                                                                                               |                                                                                               |
| فرانسيا الوسطى (843–855)                                      | فرانسيا الوسطى (843–855)                                                 | فرانسيا الوسطى (843–855)                                      | فرانسيا الوسطى (843–855)                                        | فرانسيا الوسطى (843–855)                                                                      | مملكة الفرنجة الغربيين (843–)                                                                 |                                                                                               |                                                                                               |                                                                                               |
| لوثارينجيا (855– 959) لورين المنخفضة (959–)                   |                                                                          |                                                               |                                                                 |                                                                                               | مملكة الفرنجة الغربيين (843–)                                                                 |                                                                                               |                                                                                               |                                                                                               |
| فريزيا                                                        |                                                                          |                                                               |                                                                 |                                                                                               |                                                                                               |                                                                                               |                                                                                               |                                                                                               |
| الحرية الفريزية ( القرون 11–16 )                              | مقاطعة هولندا (880–1432)                                                 | أسقفية أوترخت (695–1456)                                      | دوقية برابنت (1183–1430) خيلدرز (1046–1543)                     | دوقية برابنت (1183–1430) خيلدرز (1046–1543)                                                   | مقاطعة فلانديرز (862–1384)                                                                    | مقاطعة هينو (1071–1432) كونتية نامور (981–1421)                                               | أسقفية أمير لياج (980–1794)                                                                   | دوقية لوكسمبورج (1059–1443)                                                                   |
|                                                               | الأراضي المنخفضة البورغندية (1384–1482)                                  |                                                               |                                                                 |                                                                                               |                                                                                               |                                                                                               |                                                                                               |                                                                                               |
|                                                               | الأراضي المنخفضة الهابسبورجية (1482–1795) (الأقاليم السبعة عشر بعد 1543) |                                                               |                                                                 |                                                                                               |                                                                                               |                                                                                               |                                                                                               |                                                                                               |
| جمهورية هولندا (الأراضي المنخفضة السبع المتحدة) (1581–1795)   | جمهورية هولندا (الأراضي المنخفضة السبع المتحدة) (1581–1795)              | جمهورية هولندا (الأراضي المنخفضة السبع المتحدة) (1581–1795)   | جمهورية هولندا (الأراضي المنخفضة السبع المتحدة) (1581–1795)     | الأراضي المنخفضة الأسبانية (1556–1714)                                                        | الأراضي المنخفضة الأسبانية (1556–1714)                                                        | الأراضي المنخفضة الأسبانية (1556–1714)                                                        |                                                                                               |                                                                                               |
|                                                               |                                                                          |                                                               |                                                                 | الأراضي المنخفضة النمساوية (1714–1795)                                                        |                                                                                               |                                                                                               |                                                                                               |                                                                                               |
|                                                               |                                                                          |                                                               |                                                                 | الولايات المتحدة البلجيكية (1790)                                                             | الولايات المتحدة البلجيكية (1790)                                                             | الولايات المتحدة البلجيكية (1790)                                                             | جمهورية لياج (1789–'91)                                                                       |                                                                                               |
|                                                               |                                                                          |                                                               |                                                                 |                                                                                               |                                                                                               |                                                                                               |                                                                                               |                                                                                               |
| الجمهورية الباتافية (1795–1806) المملكة الهولندية (1806–1810) | الجمهورية الباتافية (1795–1806) المملكة الهولندية (1806–1810)            | الجمهورية الباتافية (1795–1806) المملكة الهولندية (1806–1810) | الجمهورية الباتافية (1795–1806) المملكة الهولندية (1806–1810)   | مرتبطة بالجمهورية الفرنسية الأولى (1795–1804) جزء من الإمبراطورية الفرنسية الأولى (1804–1815) | مرتبطة بالجمهورية الفرنسية الأولى (1795–1804) جزء من الإمبراطورية الفرنسية الأولى (1804–1815) | مرتبطة بالجمهورية الفرنسية الأولى (1795–1804) جزء من الإمبراطورية الفرنسية الأولى (1804–1815) | مرتبطة بالجمهورية الفرنسية الأولى (1795–1804) جزء من الإمبراطورية الفرنسية الأولى (1804–1815) | مرتبطة بالجمهورية الفرنسية الأولى (1795–1804) جزء من الإمبراطورية الفرنسية الأولى (1804–1815) |
|                                                               |                                                                          |                                                               |                                                                 |                                                                                               |                                                                                               |                                                                                               |                                                                                               |                                                                                               |
| الإمارة السيادية للأراضي المنخفضة المتحدة (1813–1815)         |                                                                          |                                                               |                                                                 |                                                                                               |                                                                                               |                                                                                               |                                                                                               |                                                                                               |
| مملكة الأراضي المنخفضة المتحدة (1815–1830)                    |                                                                          |                                                               |                                                                 |                                                                                               |                                                                                               |                                                                                               |                                                                                               |                                                                                               |
| هولندا (1839–)                                                | هولندا (1839–)                                                           | هولندا (1839–)                                                | هولندا (1839–)                                                  | بلجيكا (1830–)                                                                                | بلجيكا (1830–)                                                                                | بلجيكا (1830–)                                                                                | بلجيكا (1830–)                                                                                | الدوقية العظمى للوكسمبورغ (1839–)                                                             |
|                                                               |                                                                          |                                                               |                                                                 |                                                                                               |                                                                                               |                                                                                               |                                                                                               | لوكسمبورغ (1890–)                                                                             |